# Leptoiulus tiflisianus
Leptoiulus tiflisianus är en mångfotingart som beskrevs av Jawlowski 1929. Leptoiulus tiflisianus ingår i släktet Leptoiulus och familjen kejsardubbelfotingar. Inga underarter finns listade i Catalogue of Life.